# Zagorți, Burgas
Zagorți (în bulgară Загорци) este un sat în comuna Sredeț, regiunea Burgas,  Bulgaria. 

## Demografie
Componența etnică a satului Zagorți
     Turci (7,35%)
     Bulgari (76,47%)
     Romi (13,97%)
     Nicio identificare (0,36%)
     Altele (1,83%)
La recensământul din 2011, populația satului Zagorți era de 272 locuitori. Din punct de vedere etnic, majoritatea locuitorilor (76,47%) erau bulgari, existând și minorități de romi (13,97%) și turci (7,35%). Pentru 0,36% din locuitori nu este cunoscută apartenența etnică.